# Big Jim Sullivan
Big Jim Sullivan (* jako James George Tomkins; 14. února 1941 – 2. října 2012) byl britský kytarista. Na kytaru začal hrát ve svých čtrnácti letech. Později spolupracoval jako studiový hudebník s hudebníky jako jsou Donovan, Petula Clark, Small Faces, Serge Gainsbourg, Cliff Richard, Tom Jones, Dusty Springfield nebo Long John Baldry. Rovněž vydal několik sólových alb.